# Ewan Cameron
 (avril 2023).
Si vous disposez d'ouvrages ou d'articles de référence ou si vous connaissez des sites web de qualité traitant du thème abordé ici, merci de compléter l'article en donnant les références utiles à sa vérifiabilité et en les liant à la section « Notes et références ».
Ewan Cameron, né le 31 juillet 1922 à Dumbarton et mort le 21 mars 1991, est un médecin écossais, principalement connu pour ses travaux avec Linus Pauling sur la vitamine C.

## Biographie
Ewan Cameron reçoit son diplôme de médecine en 1944 à l'université de Glasgow, avant de s'engager dans la foulée dans l'armée britannique dans laquelle il a servi pendant 3 ans comme médecin militaire au Myanmar.
Cameron a été chirurgien au Vale of Leven Hospital de 1956 à 1973, moment auquel il devient chef du service des chirurgies. Il reçoit la Queen's Silver Jubilee Medal en 1977, et il quitte le Vale of Leven Hospital en 1982.
Il publie son premier livre, Hyaluronidase and Cancer, en 1966.

## Travaux scientifiques
En 1971, Ewan Cameron commence à correspondre avec Linus Pauling. Ils travaillent longuement ensemble, et publient ensemble Cancer and Vitamin C en 1979,,,. Après sa retraite du Vale of Leven Hospital, il se voit offrir le poste de directeur du pôle médecine à l'Institut Linus Pauling, qu'il accepte. Ils travailleront encore sur de nombreux sujets ensemble.